# دیوید بوژا
دیوید بوژا (انگلیسی: David Bauzá؛ زادهٔ ۲۹ مهٔ ۱۹۷۶) بازیکن فوتبال اهل اسپانیا است.
از باشگاه‌هایی که در آن بازی کرده‌است می‌توان به باشگاه فوتبال بارسلونا سی، باشگاه فوتبال اوئسکا، باشگاه فوتبال آلباسته بالومپیه، باشگاه خیمناستیک تاراگونا، و باشگاه فوتبال اسپورتینگ خیخون اشاره کرد.